# Renovace rachotin
Renovace rachotin (v anglickém originále Flipping Bangers) je britská reality show produkovaná a vysílaná od roku 2018 na stanici BLAZE. V Česku ji vysílá stanice Viasat Explore.
Hlavní protagonisté Will Trickett a Gus Gregory pověsili zaměstnání na hřebík a pronajali si automobilovou dílnu. V každém díle si vyberou zajímavý automobil, který má již nejlepší léta za sebou a pokusí se dobře koupit, za rozumné peníze opravit a prodat za dvojnásobek investovaných peněz. To vše za jeden týden. Hlavní část pořadu zachycuje technické postupy opravy daného vozu.
Byly natočeny dvě řady, každá po 10 dílech v letech 2018 a 2019, druhá řada má navíc ještě 3 bonusové díly, které byly odvysílány v lednu 2020.

## Protagonisté
- Will Trickett
- Gus Gregory

## Seznam dílů

### První řada
1. Spitfire
2. Golf
3. Toyota MR2
4. Citroen
5. Alfa Romeo
6. Porsche
7. Volvo
8. Mercedes
9. Mazda
10. Metro

### Druhá řada řada
1. MGB
2. BMW Z3
3. Austin Maestro MG
4. Suzuki SJ
5. Morris Minor
6. Škoda Estelle
7. Renault 5 Mk1
8. VW Beetle
9. Reliant Kitten
10. Saab 99

### BONUSY
- Citroen XM
- Rover
- Audi Quattro